# Lorenzo Maggiolo
Lorenzo Maggiolo (en latin Laurentius Majolus ou Maiolus) est un érudit de la Renaissance, né à Gênes vers 1440 et mort dans la même ville en 1501. 
Il a été l’un des précepteurs du philosophe Jean Pic de la Mirandole et de son neveu Albert de Carpi. 
Helléniste reconnu, professeur aux universités de Pavie, de Ferrare et de Padoue, Lorenzo Maggiolo est l’auteur de deux ouvrages publiés en 1497 par l’imprimeur vénitien Alde Manuce :
- le premier, Epiphyllides in dialecticis. De conversione propositionum secundum peripateticos. Averroes, Quaestio in librum Analyticorum priorum Aristotelis, dédié au cardinal Hippolyte Ier d'Este, évoque les commentaires du philosophe arabe Averroès sur Aristote à partir des traductions d’Élie del Medigo[2] Lire en ligne ;
- le second, De gradibus medicinarum, dédié au duc de Milan Ludovic Sforza, est un traité de médecine illustré par des figures géométriques, dans lequel sont décrites des recettes de médicaments[3]. Lire en ligne.